# Grauno
Grauno là một đô thị ở tỉnh Trento ở vùng Trentino-Alto Adige/Südtirol của Ý, tọa lạc cách 25 km về phía đông bắc của Trento. Tại thời điểm ngày 31 tháng 12 năm 2004, đô thị này có dân số 149 người và diện tích là 7,3 km².
Grauno giáp các đô thị: Capriana, Salorno, Sover và Grumes.